# Buprestis striata
Buprestis striata är en skalbaggsart som beskrevs av Fabricius 1775. Buprestis striata ingår i släktet Buprestis och familjen praktbaggar. Inga underarter finns listade i Catalogue of Life.